# Veolia Transdev
Veolia Transdev was een internationaal opererend openbaarvervoerbedrijf uit Frankrijk. Het had bedrijven in 28 landen. Na de aankondiging dat Veolia het belang wil verkopen, gaat het bedrijf verder als Transdev.
De groep werd gevormd door een fusie tussen Transdev en Veolia Transport op 3 april 2011. De aandelen waren voor de helft in handen van Veolia Environnement en de andere helft is in handen van de Franse staatsbank Caisse des dépôts et consignations (CDC). Veolia Transdev was in Nederland eigenaar van de openbaarvervoerbedrijven Connexxion en Veolia Transport Nederland.
Op 25 juli 2009 werd voor het eerst gesproken over een mogelijk fusie tussen Transdev en Veolia Transport. Op initiatief van de SP werd op 8 februari 2011 dit plan tegengehouden door de Nederlandse Tweede Kamer wegens het feit dat het nieuw gevormde bedrijf dan 80% van het stads- en streekvervoer per bus in Nederland zou exploiteren. Op 4 maart 2011 werd bekendgemaakt dat de fusie toch doorging en dat Connexxion en Veolia Transport bleven bestaan.
In maart 2013 werd bekendgemaakt dat Transdev weer een zelfstandig bedrijf zou worden en dat Veolia Environnement hun vervoerstak zou verkopen. Een van de oorzaken zijn de financiële problemen bij Veolia. Transdev is van plan om uit 10 van de 27 landen te verdwijnen. In Nederland zal Veolia Transport Nederland worden verkocht, maar Connexxion zal blijven bestaan. Met deze bekendmaking werd de naam Veolia Transdev veranderd in Transdev.
In oktober 2018 verkocht Veolia een aandelenbelang van 20% in Transdev aan CDC en in januari 2019 volgde de verkoop van het resterende belang van 30% aan het Duitse familiebedrijf Rethmann.
Sedert 2019 is de officiële naam Transdev Group S.A. met zetel te  Issy-les-Moulineaux, een naamloze vennootschap (Société Anonyme) naar Frans recht. Ze is ingeschreven bij het handelsregister van de Franse stad  Nanterre. Eigenaars zijn sedert januari 2019 CDC, met ca. 66% van het aandelenkapitaal, en het Duitse bedrijf Rethmann SE & Co. KG te Selm met ca. 34% van de aandelen.

## TBCH
Connexxion was tot 12 oktober 2012 nog voor een derde eigendom van de Nederlandse Staat. Dit aandeel is daarna verkocht aan de holding TBCH (de andere eigenaar van Connexxion). De letters TBCH staan voor de bedrijven die hierin zijn vertegenwoordigd: Transdev, Bank Nederlandse Gemeenten (BNG) en Connexxion Holding. Transdev bezit 75% van de aandelen van de TBCH holding en de combinatie BNG/Connexxion Holding bezit de overige 25%.